# Simone van de Kraats
Simone van de Kraats (Barneveld, 15 november 2000) is een linkshandige Nederlandse waterpolospeler die uitkomt voor de Spaanse topclub CN Mataró in Barcelona. Eerder speelde ze voor DWK in Barneveld en Polar Bears in Ede. Met Polar Bears werd ze in 2018 en 2021 landskampioen en in 2019 en 2021 werd ze ook topscorer van de eredivisie. In mei 2021 maakte Van de Kraats bekend dat ze overstapt naar de Spaanse  club CN Mataró.
Van de Kraats maakte in februari 2018 haar debuut voor het Nederlands team.  
In 2019 volgde haar debuut in een groot internationaal toernooi toen ze werd geselecteerd voor het wereldkampioenschap in Zuid-Korea.
In december 2023 werd Van de Kraats door Total Waterpolo uitgeroepen tot beste waterpoloster van de wereld.

## Erelijst
- 2022:  Wereldkampioenschap in Boedapest (Hongarije)
- 2023:  Wereldbeker in Long Beach (Verenigde Staten)
- 2023:  Wereldkampioenschap in Fukuoka (Japan)
- 2024:  Europees kampioenschap in Eindhoven (Nederland)
- 2024:  Olympische Spelen